# Energie SaarLorLux
Die Energie SaarLorLux AG ist ein deutsches Energieversorgungsunternehmen mit Sitz in Saarbrücken.

## Unternehmen
Die Gesellschafter der Energie SaarLorLux AG sind mit 51 % die Engie Deutschland AG und mit 49 % die Stadtwerke Saarbrücken GmbH. Das Unternehmen liefert Strom, Erdgas und Fernwärme an Privat- sowie Geschäftskunden und bietet zudem energienahe Dienstleistungen an. Außerdem erzeugt Energie SaarLorLux Strom und Fernwärme im eigenen Heizkraftwerk Römerbrücke sowie seit 2022 im neuen Gasmotorenkraftwerk, kurz GAMOR.
Das Unternehmen ist der Grundversorger im Netzgebiet der Stadtwerke Saarbrücken und hat mehr als 170.000 Kunden. In der Saarbrücker Innenstadt und in den Kraftwerken an der Römerbrücke beschäftigt Energie SaarLorLux derzeit 184 Mitarbeiter. Seit 2008 werden alle Privatkunden mit Ökostrom beliefert (außer in der Grund- und Ersatzversorgung). Das Vertriebsgebiet für Geschäftskunden erstreckt sich über ganz Deutschland, für Privatkunden im gesamten Saarland.

## Kulturmarketing
Energie SaarLorLux fördert das Filmfestival Max Ophüls Preis, das Saar-Spektakel in Saarbrücken, der Saarbrücker Christkindlmarkt sowie verschiedene regionale Sportsponsorings u. a. ist Energie SaarLorLux Sponsor beim 1. FC Saarbrücken und bei der SV Elversberg. Außerdem werden 10.000 Euro jährlich im Rahmen des Projektes „Helden mit Herz“ an ehrenamtliche Institutionen und Privatpersonen mit dem Ziel „Schutz der Umwelt“ und „Solidaritätsgedanken“ ausgereicht.

## Vorstand
Der derzeitige Vorstand der Energie SaarLorLux AG besteht aus:
- Joachim Morsch (seit 2011) – Unternehmenssprecher
  - Erzeugung Strom und Fernwärme (einschließlich Betriebsführung)
  - Portfoliomanagement Erzeugung
  - Personal
  - Recht
  - Interne und externe Kommunikation
- Martin Kraus (seit 2017)
  - Vertrieb
  - Kundenprozesse
  - Marketing
  - Strategie Fernwärmeversorgung
  - Erneuerbare Energien
- Detlef Huth (seit 2014)
  - Finanz- und Rechnungswesen
  - IT
  - Portfoliomanagement Vertrieb
  - Controlling